# 바르셀로나
바르셀로나(카탈루냐어·스페인어: Barcelona, 문화어: 바르쎌로나)는 스페인에서 두 번째로 큰 도시로, 스페인 동부 지중해 연안 지역부터 프랑스 남쪽 피레네산맥과 접경지역을 아우르는 카탈루냐 지방의 중심 도시이다. 인구는 1,620,343명(2018년)이고 면적은 101.3 km²이다. 도시의 명칭은 고대 페니키아어인 '바르케노(Barkeno)'에서 유래하였다(또는 B.C. 3세기경 스페인 식민지를 개척한 카르타고의 장군 하밀카르 바르카(한니발 바르카의 아버지) 가문의 성에서 유래했다는 의견도 있다). 1992년 하계 올림픽이 바르셀로나에서 개최되었다. 화가 파블로 피카소, 호안 미로와 건축가 안토니오 가우디 등 많은 예술가를 배출한 도시로 유명하다.

## 개요
지중해 연안에 위치한 항구 도시에서 프랑스와의 국경인 피레네산맥에서 160km 남쪽에 위치한다. 14세기에 건설된 요새를 기원으로 하는 구시가와 1859년의 대확장 계획에 의해 건설된 바둑판처럼 사각형의 도시가 늘어선 신시가지로 구성된다. 도심에서 인구가 감소하고 주변부와 도시 권외에 유출하고, 도넛화 현상에 위협 받고있다.
바르셀로나는 남동쪽으로 바다가 보이는 완만한 사면에 자리잡고 있다. 이 지역은 베소스 강과 요브레가트 강 사이에 있는 비옥한 평야지대로 산으로 둘러싸여 기후가 온화하고 쾌적하다. 100개가 넘는 정기선이 바르셀로나와 세계의 주요항구를 연결하고 있다.

## 기후
바르셀로나는 지중해성 기후이다.(쾨펜의 기후 구분에서는 Csa). 따뜻하고 습도가 있는 겨울, 여름 건조 기후가 특징이다. 이베리아반도 동쪽에 있는 바르셀로나는 대서양에서 서풍이 불어와 비가 내리지 않는 낮은 습도 상태에 도달하게 한다. 대서양에 근접 위도, 그리고 지형이 다른 대부분의 지중해 분지 지역에 비해 바르셀로나의 여름이 건조하지 않을 이유가 된다. 또한 지중해성 기후이므로 여름에 아열대 고압대의 영향을 받아 상승기류가 발달하지 않아서 건조한 날씨이기도 하다.
| 바르셀로나 (바르셀로나 엘프라트 공항)의 기후                   | 바르셀로나 (바르셀로나 엘프라트 공항)의 기후 | 바르셀로나 (바르셀로나 엘프라트 공항)의 기후 | 바르셀로나 (바르셀로나 엘프라트 공항)의 기후 | 바르셀로나 (바르셀로나 엘프라트 공항)의 기후 | 바르셀로나 (바르셀로나 엘프라트 공항)의 기후 | 바르셀로나 (바르셀로나 엘프라트 공항)의 기후 | 바르셀로나 (바르셀로나 엘프라트 공항)의 기후 | 바르셀로나 (바르셀로나 엘프라트 공항)의 기후 | 바르셀로나 (바르셀로나 엘프라트 공항)의 기후 | 바르셀로나 (바르셀로나 엘프라트 공항)의 기후 | 바르셀로나 (바르셀로나 엘프라트 공항)의 기후 | 바르셀로나 (바르셀로나 엘프라트 공항)의 기후 | 바르셀로나 (바르셀로나 엘프라트 공항)의 기후 |
| 월                                                             | 1월                                          | 2월                                          | 3월                                          | 4월                                          | 5월                                          | 6월                                          | 7월                                          | 8월                                          | 9월                                          | 10월                                         | 11월                                         | 12월                                         | 연간                                         |
| -------------------------------------------------------------- | -------------------------------------------- | -------------------------------------------- | -------------------------------------------- | -------------------------------------------- | -------------------------------------------- | -------------------------------------------- | -------------------------------------------- | -------------------------------------------- | -------------------------------------------- | -------------------------------------------- | -------------------------------------------- | -------------------------------------------- | -------------------------------------------- |
| 역대 최고 기온 °C (°F)                                         | 23.8 (74.8)                                  | 24.5 (76.1)                                  | 27.5 (81.5)                                  | 26.5 (79.7)                                  | 32.0 (89.6)                                  | 35.0 (95.0)                                  | 36.0 (96.8)                                  | 37.4 (99.3)                                  | 34.0 (93.2)                                  | 30.4 (86.7)                                  | 27.0 (80.6)                                  | 27.0 (80.6)                                  | 37.4 (99.3)                                  |
| 일평균 최고 기온 °C (°F)                                       | 14.0 (57.2)                                  | 14.5 (58.1)                                  | 16.4 (61.5)                                  | 18.5 (65.3)                                  | 21.7 (71.1)                                  | 25.5 (77.9)                                  | 28.3 (82.9)                                  | 28.9 (84.0)                                  | 26.0 (78.8)                                  | 22.3 (72.1)                                  | 17.6 (63.7)                                  | 14.5 (58.1)                                  | 20.7 (69.2)                                  |
| 일일 평균 기온 °C (°F)                                         | 9.7 (49.5)                                   | 10.2 (50.4)                                  | 12.3 (54.1)                                  | 14.5 (58.1)                                  | 17.8 (64.0)                                  | 21.7 (71.1)                                  | 24.5 (76.1)                                  | 25.1 (77.2)                                  | 22.1 (71.8)                                  | 18.3 (64.9)                                  | 13.3 (55.9)                                  | 10.4 (50.7)                                  | 16.7 (62.0)                                  |
| 일평균 최저 기온 °C (°F)                                       | 5.5 (41.9)                                   | 5.9 (42.6)                                   | 8.1 (46.6)                                   | 10.4 (50.7)                                  | 13.8 (56.8)                                  | 17.9 (64.2)                                  | 20.8 (69.4)                                  | 21.3 (70.3)                                  | 18.0 (64.4)                                  | 14.3 (57.7)                                  | 9.1 (48.4)                                   | 6.2 (43.2)                                   | 12.6 (54.7)                                  |
| 역대 최저 기온 °C (°F)                                         | −7.2 (19.0)                                  | −6.6 (20.1)                                  | −1.4 (29.5)                                  | 0.1 (32.2)                                   | 3.0 (37.4)                                   | 7.8 (46.0)                                   | 11.4 (52.5)                                  | 9.5 (49.1)                                   | 7.6 (45.7)                                   | 3.8 (38.8)                                   | −1.4 (29.5)                                  | −8.0 (17.6)                                  | −8.0 (17.6)                                  |
| 평균 강수량 mm (인치)                                          | 41.3 (1.63)                                  | 30.1 (1.19)                                  | 41.7 (1.64)                                  | 47.3 (1.86)                                  | 41.9 (1.65)                                  | 26.3 (1.04)                                  | 27.3 (1.07)                                  | 51.2 (2.02)                                  | 86.1 (3.39)                                  | 82.1 (3.23)                                  | 45.5 (1.79)                                  | 37.3 (1.47)                                  | 558.1 (21.98)                                |
| 평균 강수일수 (≥ 1 mm)                                         | 4.2                                          | 3.4                                          | 4.4                                          | 5.6                                          | 4.6                                          | 3.1                                          | 2.1                                          | 4.2                                          | 6.0                                          | 6.4                                          | 4.6                                          | 3.9                                          | 52.5                                         |
| 평균 강설일수                                                  | 0                                            | 0.2                                          | 0.1                                          | 0                                            | 0                                            | 0                                            | 0                                            | 0                                            | 0                                            | 0                                            | 0.1                                          | 0                                            | 0.4                                          |
| 평균 상대 습도 (%)                                             | 68                                           | 67                                           | 68                                           | 68                                           | 67                                           | 65                                           | 65                                           | 66                                           | 68                                           | 72                                           | 69                                           | 69                                           | 68                                           |
| 평균 월간 일조시간                                             | 136                                          | 164                                          | 214                                          | 228                                          | 257                                          | 267                                          | 298                                          | 273                                          | 222                                          | 177                                          | 135                                          | 118                                          | 2,489                                        |
| 가능 일조율                                                    | 46                                           | 54                                           | 57                                           | 57                                           | 57                                           | 59                                           | 65                                           | 64                                           | 60                                           | 51                                           | 46                                           | 41                                           | 55                                           |
| 출처: 스페인 기상청 (평년값: 1991년~2020년, 극값: 1924년~현재) |                                              |                                              |                                              |                                              |                                              |                                              |                                              |                                              |                                              |                                              |                                              |                                              |                                              |

## 역사

### 로마 제국 시기
로마제국의 통치 아래 바르셀로나는 파벤티아 (Faventia) 라는 이름의 식민 도시였다. 약 기원 전 15년 경 로마 제국은 몬 타베르 (Mons Taber) 언덕을 중심으로 한 군사 기지의 형태로 도시를 재개발하였다. 이 시기의 흔적들은 현재 레이 광장 (Plaça del Rei)의 지하, 바르셀로나 도시 역사 박물관의 일부로 남아있다. 구 도시 중심 지역인 고딕 지구에서는 로마 제국 도시들의 전형인 격자형 도시 구획을 현재도 볼 수 있다.

### 중세 시기
5세기 초 서고트 왕국에 정복된 이후 몇년 간 히스파니아의 수도 역할을 하였다. 8세기 초 아랍세력에 의해 점령된 이후 801년 샤를마뉴의 통치 아래 프랑크 왕국의 정복 원정으로 히스파니아 국경령에 통합되었다. 9세기 말, 프랑크 왕국에서의 독립이 진행되면서, 10세기 말 알만소르의 지휘 아래에 있는 우마이야 왕조 군대의 일시적인 점령을 받았지만, 이를 프랑크 왕국 지원을 받지 않고 격퇴하는데 성공했기 때문에 프랑크 왕국에서 정식으로 독립하여 11세기에는 바르셀로나 백작령을 중심으로 하는 카탈루냐 군주제를 확립시켰다. 이것이 현재의 카탈루냐 지방의 원류가 되었다.
그후 12세기에 들어서면서 바르셀로나는 아라곤 연합왕국을 구성하는 한 세력으로 다수의 해외 영토를 포괄 확대하여 바르셀로나에서 아테네에 이르는 지중해를 지배할 수 있게 되었다. 바르셀로나는 중세 도시로 위벽을 새롭게 꾸미고 활기찬 항구도시로 변신해 갔다. 그러나 15세기 카탈루냐를 통치하는 아라곤 연합왕국과 카스티야 연합왕국 사이에 새로운 통일 왕조가 형성되면서 스페인의 중심지가 마드리드로 이동하고, 아메리카 대륙의 식민화에 따른 지중해 무역의 중요성이 감소하면서 때문에 바르셀로나의 경제적 영향력이 약화되어간다. 한편 바르셀로나는 펠리페 4세에 대항한 카탈란 봉기 (1640–52)를 포함한 카탈루냐 독립 운동의 중심이 된다.
1289년에 시작해 15세기말에 완공된 고딕 양식의 대성당에는 6세기에 지은 바실리카가 있으며 이밖에도 산타마리아델마르 교회를 비롯한 고딕 양식의 아름다운 건물들을 볼 수 있다. 왕궁과 주교관은 바르셀로나 시와 아라곤 왕국의 기록보관소로 사용된다.

### 19세기 이후
19세기에는 산업 혁명이 일어나 수많은 새로운 산업이 도입되어 성장했다. 바르셀로나는 스페인 내전으로 인하여 대대적으로 파괴되었지만, 다른 지역과 비교적으로 산업화가 잘 되어 스페인 제2의 도시로 거듭나게 되었다.

### 행정구역

바르셀로나 행정구역 지도

바르셀로나는 1987년에 10개의 행정 구역으로 분리되었다.
- Ciutat Vella
- Eixample
- Sants-Montjuic
- Les Corts
- Sarria-Sant Gervasi
- Gracia
- Horta-Guinardo
- Nou Barris
- Sant Andreu
- Sant Marti

구역들은 대부분 역사적 구분을 바탕으로 나뉘어 졌으며, 이들 중 몇몇은 18세기와 19세기 사이에 바르셀로나 시에 합병된 마을로 여전히 그들의 특성을 유지하고 있다. 각각의 구역은 자치 의회를 갖고 있으며, 시의회의원이 이끌고 있다.

## 주요 명소

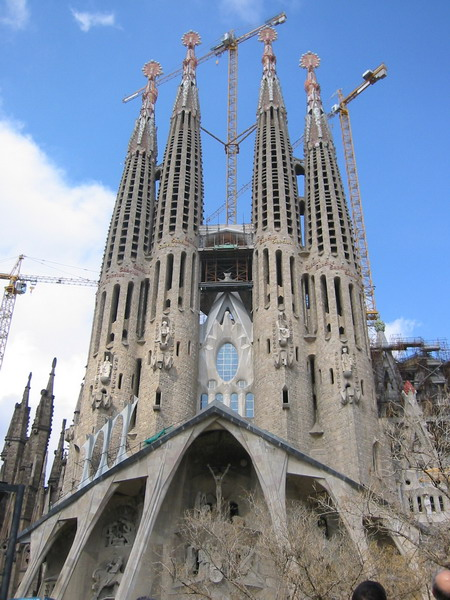
사그라다 파밀리아(Sagrada Familia), 안토니오 가우디

고딕 지구(Gothic Quarter, 까딸란: Barri Gòtic)은 바르셀로나 구 시가지의 중심이다. 대부분의 건축물은 중세 시대에 지어졌으며, 일부는 로마제국 시대의 바르셀로나 정착기에 지어졌다. 카탈루냐 모더니즘(Catalan modernista) 건축물은 유럽 지역의 아르누보 운동과 연관이 있으며, 1885년부터 1950년 사이에 발전해 바르셀로나에 중요한 유산을 남겨주었다. 그 중 몇몇은 세계 문화 유산에 등재되어 있다. 특히 주목할만한 것은 건축가 안토니오 가우디의 작품들인데, 도시 곳곳에서 만나 볼 수 있다. 그의 가장 잘 알려진 작품은 거대한 미완성의 성당인 사그라다 파밀리아(성 가족 성당, Sagrada Família)으로 1882년에 시공하여 현재까지도 개인들의 후원금으로 지어지고 있다. 2015년 기준, 완공 예정년도는 2026년이다.

### 세계 문화 유산
바르셀로나에는 유네스코 세계 문화 유산으로 지정된 여러 건축물들이 있다.
|          |                          |                        |                          |                     |
| 명칭     | 구엘 공원                | 구엘 저택              | 카사 밀라                | 카탈루냐 음악당     |
| 지정년도 | 1984년                   | 1984년                 | 1984년                   | 1997년              |
| 좌표     | 41°24′59.6″N 2°09′07.9″E | 41.379183°N 2.174445°E | 41°23′51.3″N 2°09′46.9″E | 41°23′16″N2°10′30″E |

|          |                      |                          |                          |                          |
| 명칭     | 산트 파우 병원       | 사그라다 파밀리아        | 카사 바트요              | 카사 비센스              |
| 지정년도 | 1997년               | 2005년                   | 2005년                   | 2005년                   |
| 좌표     | 41°24′50″N 2°10′30″E | 41°24′19.8″N 2°10′30.2″E | 41°22′00.3″N 2°09′59.0″E | 41°22′50.5″N 2°10′30.6″E |

### 역사적 건축물들과 기념비들
- 고딕 양식, 바르셀로나 대성당(The Catheral of the Holy Cross and St. Eulalia)
- 고딕 양식, 산타마리아 델 마르(Santa Maria del Mar)
- 고딕 양식, 산타마리아 델 피(Santa Maria del Pi)
- 로마네스크 양식, 산트 파우 델 캄프(Sant Pau del Camp)
- 고딕 양식, 아라곤 왕의 궁전, Palau Reial Major
- 콜롬버스 기념비(The Columbus Mounument)

### 공원
바르셀로나에는 60개의 시 공원이 있다. 그 중 12개는 역사 유적이며, 5개는 식물원이고, 45개는 도심에 있고, 6개는 숲이다. 도심 공원들의 면적은 도시의 10% (549.7 ha, 1,358.3 acres)를 차지한다. 전체 공원의 면적은 매년 10 헥타르(25 acres)씩 증가하고 있다. 바르셀로나의 가장 큰 공원은 몬주익 언덕에 위치한 몬주익(Monjuic)으로, 그 면적은 203헥타르다.

바르셀로나의 해변들

### 해변
내셔널 지오그래픽과 디스커버리 채널에 따르면, 바르셀로나는 세계 10개 해변 도시 중 1위에 이름을 올렸다. 바르셀로나에는 7개의 해변이 있으며, 해안선의 전체 길이는 4.5키로미터(2.8마일)이다. 산 세바스티아(Sant Sebastia), 바르셀로네타(Barceloneta), 소모로스트로(Smorrostro)는 각각 1100미터의 길이를 자랑하며, 이들은 모두 가장 크고 오래된, 바르셀로나에서 가장 사람이 많은 해변이다.

## 교통
도시교통은 지하철·지하도·버스·케이블카·간선도로를 비롯한 고속 여객수송망으로 편리하게 이루어진다.

### 공항
바르셀로나에서 바르셀로나 엘프라트 공항까지는 약 17킬로미터 (11마일) 떨어져있다. 엘프라트 공항은 스페인에서 두번째, 지중해에서는 가장 큰 공항으로 2016년에는 4410만명 이상을 수용했으며 매년 증가하고 있다. 부엘링 항공과 라이언에어의 메인 허브이며, 이베리아반도와 유럽 내 항공을 중심으로 한다. 공항에서 도심까지는 고속도로, 지하철(Airport T1, Airport T2 역), 통근 열차, 공항버스로 연결되어 있다.

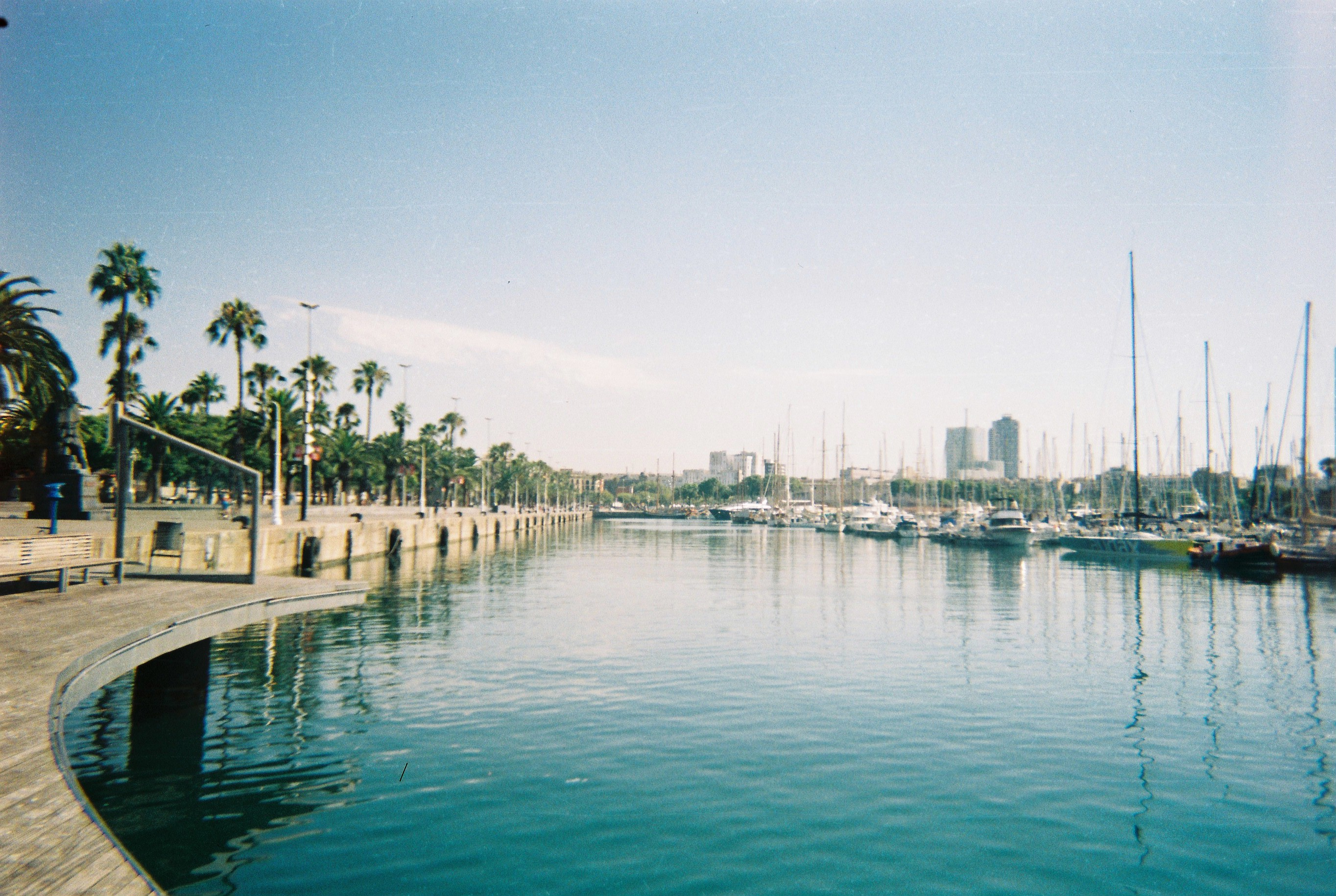
포트 벨, 바르셀로나

### 항구
바르셀로나 항은 2000년의 역사를 갖고 있으며, 현대 상업에 중요한 역할을 하고 있다. 2014년 무역 규모는 172만 TEU로 유럽에서 9번째로 큰 컨테이너 항이다. 10 km2의 지역은 3개의 존으로 구분된다: 가장 오래된 포트 벨과 상업 항구, 물류 항구(Barcelona Free Port)

### 철도
바르셀로나는 스페인 주(州) 철도 렌페(RENFE) 연결망의 주 허브다.

### 지역 대중교통
바르셀로나는 지하철, 버스, 2종류의 트램, 푸니쿨라, 케이블카를 포함한 종합적 대중 교통망을 제공한다. 대부분의 교통수단은 연결된 요금 체계를 형성하고 있으며, 각기 다른 주체들에 의해 운영되면서도 ATM(Autoritat del Transport Metropolità)에 의해 관리되고 있다. 이 통합 대중 교통은 6개의 존으로 나뉘며, 실 사용에 따라 다양한 통합 트래블 카드들을 사용할 수 있다.

## 경제
카탈루냐 지방은 유럽에서 가장 부유한 지역 중 하나이자, 스페인에서 네번째로 부유한 지역이다. 바르셀로나의 대도시 권역은 이 카탈루냐 인구의 66%를 차지하고 있으며, GDP는 28,400 유로이다(EU평균 보다 16% 높은 수치).
라이프스타일 잡지 모노클(Monocle)에 따르면, 세계에서 가장 "살기 좋은 도시" 14위를 차지했다.

### 관광산업
바르셀로나는 세계에서 국제 방문객이 20번째로 많이 오는 도시이다. 또한, 2011년에는 550만 명의 외국인이 방문하여 유럽에서 런던, 파리, 이스탄불, 로마에 이어 5번째로 많이 방문한 도시로 선정되었다. 하지만, 2015년에는 프라하와 밀라노가 더 많은 관광객이 찾았다. 람블라 거리(Las Ramblas), 사그라다 파밀리아 성당(Templo Expiratorio de la Sagrada Familia) 등의 대표적인 장소가 많은 관심을 받아 바르셀로나는 스페인에서 가장 인기 많은 도시로 자리하고 있다.

## 문화

### 언어
카탈루냐어는 오랜 문학적 전통을 지니고 있으며, 이 지역의 정치·사회·문화의 역사를 잘 드러내주고 있다. 카탈루냐 중앙도서관, 대학도서관, 카탈루냐 미술관, 피카소 미술관 등이 있다.

### 스포츠

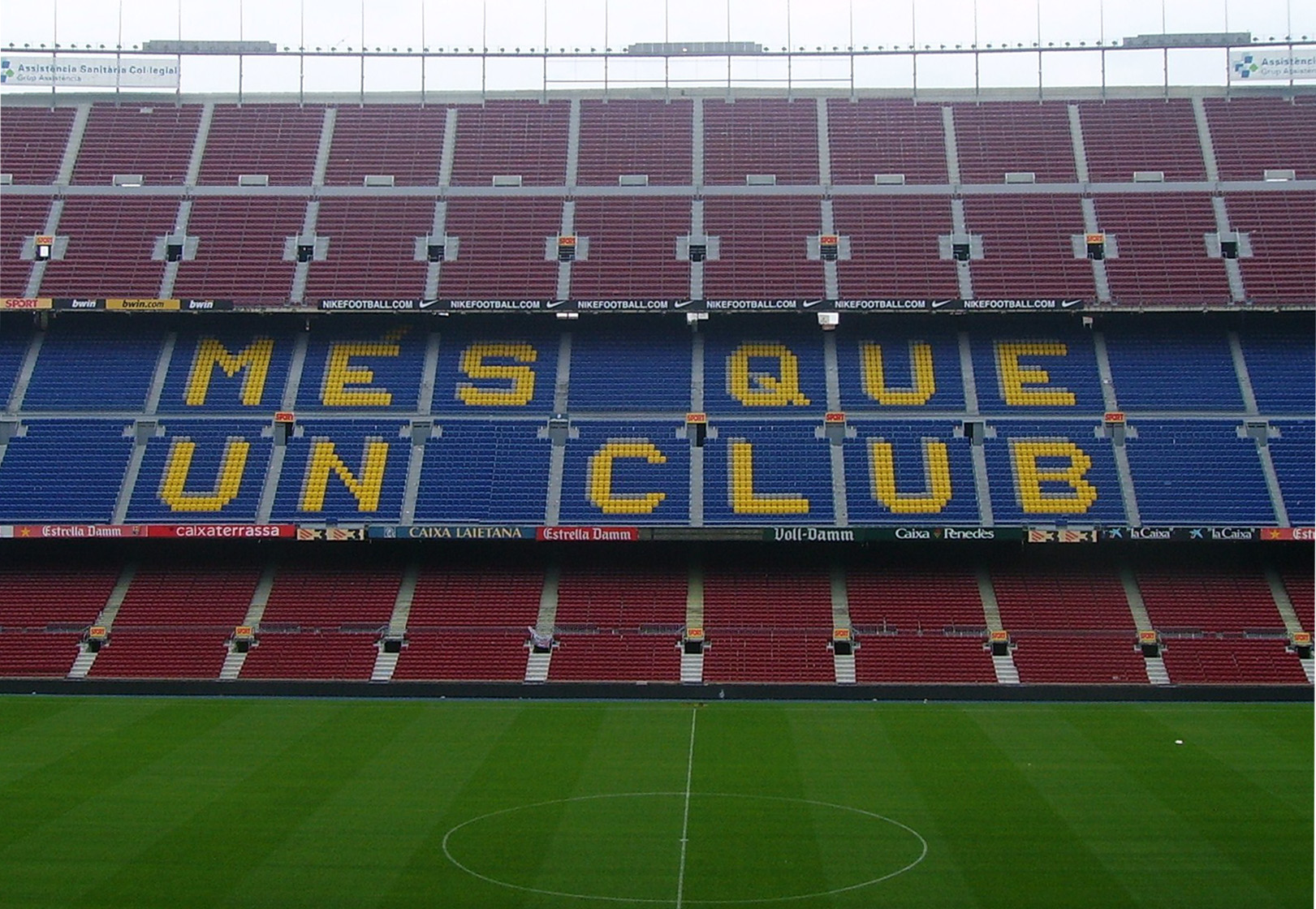
캄프 누(Camp Nou), 유럽 최대의 구장

바르셀로나는 세계적으로 유명한 축구팀인 FC 바르셀로나와 RCD 에스파뇰의 연고지이다. 그리고 그중 FC 바르셀로나가 가장 유명한데, 레알 마드리드와 라이벌이다. 바르셀로나는 오랜 스포츠 역사를 갖고 있으며 1992년 하계 올림픽을 비롯해 1982년 피파 월드컵의 여러 경기들을 성공적으로 개최했다. 이 외에도, 약 30개의 국제 스포츠 대회들을 개회하기도 하였다.
FC 바르셀로나는 세계에서 두번째로 부유한 축구팀으로 잘 알려진 스포츠 클럽이다. 70회의 내셔널 리그 우승(준우승 46회), 17회의 대륙컵 우승(준우승 11회)의 기록이 있다. 이는 UEFA 챔피언스 리그 5회 우승(3회 준우승)과 피파 월드컵 3회 우승(1회 준우승)을 포함한다. FC 바르셀로나는 축구팀 외에도 다른 종목의 프로팀을 보유하고 있는데, FC 바르셀로나 Regal(농구), FC 바르셀로나 Handbol(핸드볼), FC 바르셀로나 Hoquei(롤러 하키), FC 바르셀로나 Ice Hockey(아이스 하키), FC 바르셀로나 Futsal(풋살), FC 바르셀로나 Rugby(럭비 연합) 등이 있다.

## 자매도시
- 프랑스 몽펠리에 (1963)
- 튀니지 튀니스 (1969)
- 브라질
- 리우데자네이루 (1972)
- 멕시코 몬테레이 (1977)
- 대한민국 부산광역시 (1983)
- 미국 보스턴 (1983)
- 독일 쾰른 (1984)
- 브라질 상파울루 (1985)
- 우루과이 몬테비데오 (1985)
- 러시아 상트페테르부르크 (1985)
- 쿠바 아바나
- 벨기에 안트베르펜 (1997)
- 튀르키예 이스탄불 (1997)
- 아일랜드 더블린 (1998)
- 팔레스타인 가자 (1998)
- 이스라엘 텔 아비브 (1998)
- 그리스 아테네 (1999)
- 보스니아 헤르체고비나 사라예보 (2000)
- 칠레 발파라이소 (2001)
- 중국 상하이시 (2001)
- 아랍에미리트 두바이 (2006)
- 미국 샌프란시스코 (2010)

## 우호도시
- 대한민국 광주광역시, 울산광역시 중구, 경기도 여주시, 충청남도 태안군

## 같이 보기
- 모바일 월드 콩그레스

## 참고 문헌
- 이 문서에는 다음커뮤니케이션(현 카카오)에서 GFDL 또는 CC-SA 라이선스로 배포한 글로벌 세계대백과사전의 내용을 기초로 작성된 글이 포함되어 있습니다.